# Castegnate
Castegnate is een plaats (frazione) in de Italiaanse gemeente Castellanza.